# ローラーボール (2002年の映画)
『ローラーボール』（原題: Rollerball）は、2002年のアメリカ映画。1975年の同名映画のリメイクであるが、背景設定はかなり異なっている。

## ストーリー
将来有望なプロのホッケー選手だったジョナサンは、警察沙汰で国外に逃亡する破目になる。そんな彼が流れ着いたのは、カザフスタンの富豪ペトロヴィッチが主催する「ローラーボール」だった。ジョナサンはスター選手となるが、カザフスタンのマイナースポーツでしかないローラーボールのアメリカ進出を目論むペトロヴィッチにとって、選手の死亡など視聴率稼ぎの演出でしかない現状に気がついてしまう。

## キャスト
| 役名                       | 俳優                           | 日本語吹替 | 日本語吹替   |
| 役名                       | 俳優                           | ビデオ版   | テレビ東京版 |
| -------------------------- | ------------------------------ | ---------- | ------------ |
| ジョナサン・クロス         | クリス・クライン               | 森川智之   | 平田広明     |
| アレクシス・ペトロヴィッチ | ジャン・レノ                   | 石塚運昇   | 菅生隆之     |
| マーカス・リドリー         | LL・クール・J                  | 小山力也   | 江原正士     |
| オーロラ                   | レベッカ・ローミン＝ステイモス | 田中敦子   | 深見梨加     |
| サンジェイ                 | ナヴィーン・アンドリュース     | 小杉十郎太 | 家中宏       |
| オレグチ・デネキン         | オレッグ・タクタロフ           | 相沢正輝   |              |
| セロキン                   | デヴィッド・ヘンブレン         | 島香裕     |              |
| オルガ・コーチ             | ジャネット・ライト             |            |              |
| ハロラン                   | アンドリュー・ブリニアースキー |            |              |
| 英語アナウンサー           | ポール・ヘイマン               |            | 大塚芳忠     |

- テレビ東京版 - 初回放送：2005年2月17日『木曜洋画劇場』

その他の声の出演：佐藤祐四、立木文彦、浅野まゆみ、くじら、星野充昭、遊佐浩二、種田文子、大西健晴、堀越真己、桜井敏治、船木真人、髙階俊嗣、羽村京子、楠見尚己、西村知道、高宮武郎、浅井晴美
演出：蕨南勝之、翻訳：峯間貴子、 調整：兼子芳博 、効果：リレーション、 担当：宇出喜美、配給：東宝東和、プロデューサー：久保一郎、渡邉一仁、寺原洋平、制作：テレビ東京、ニュージャパンフィルム

## 受賞・ノミネート
第23回ゴールデンラズベリー賞
- ノミネート：最低助演女優賞 - レベッカ・ローミン＝ステイモス

## その他
- 本作は、2009年にハリウッド・レポーター誌が発表した過去10年間に全米公開され、大コケした失敗作の8位にランクインした。[2]
- 日本のアナウンサー役で伊藤利尋が出演している。